# Huta Brzuska
Huta Brzuska – wieś w Polsce położona w województwie podkarpackim, w powiecie przemyskim, w gminie Bircza. Leży na Pogórzu Przemyskim, nad potokiem Brzuska – dopływem Stupnicy.
| SIMC    | Nazwa          | Rodzaj    |
| ------- | -------------- | --------- |
| 0599110 | Dolne Hucisko  | część wsi |
| 0599126 | Górne Hucisko  | część wsi |
| 0599132 | Korzeniówka    | część wsi |
| 0599149 | Krępak         | część wsi |
| 0599155 | Madański Potok | część wsi |
| 0599161 | Zimny Potok    | część wsi |
| 0599178 | Żujowy Potok   | część wsi |

W połowie XIX wieku właścicielem posiadłości tabularnej w Brzuskiej Huty z Huciskiem była hr. Tekla Humnicka.
W II Rzeczypospolitej wieś położona powiecie dobromilskim województwa lwowskiego. W latach 1945–1946 nacjonaliści ukraińscy z OUN-UPA dokonywali napadów na polskie zagrody, mordując 21 Polaków. W lutym 1948 r. zamordowali też gajowego Wawrzyńca Winiarskiego.
W latach 1975–1998 miejscowość administracyjnie należała do województwa przemyskiego.
6 maja 2022 odsłonięto w Hucie Brzuskiej pomnik upamiętniający żołnierzy Armii Krajowej, Narodowego Zjednoczenia Wojskowego (w tym oddział partyzancki „Pirata”) i lokalnej samoobrony, którzy w latach 1942-1948 bronili wioski przed ukraińskimi napadami.